# Hygrophila albobracteata
Hygrophila albobracteata är en akantusväxtart som beskrevs av Vollesen. Hygrophila albobracteata ingår i släktet Hygrophila och familjen akantusväxter. Inga underarter finns listade i Catalogue of Life.